# Livry (Nièvre)
 Livry  es una población y comuna francesa, situada en la región de Borgoña, departamento de Nièvre, en el distrito de Nevers y cantón de Saint-Pierre-le-Moûtier.

## Demografía
| 816 | 772 | 735 | 583 | 589 | 582 |
| Para los censos de 1962 a 1999 la población legal corresponde a la población sin duplicidades (Fuente: INSEE [Consultar]) |     |     |     |     |     |